# Lulecznica kraińska

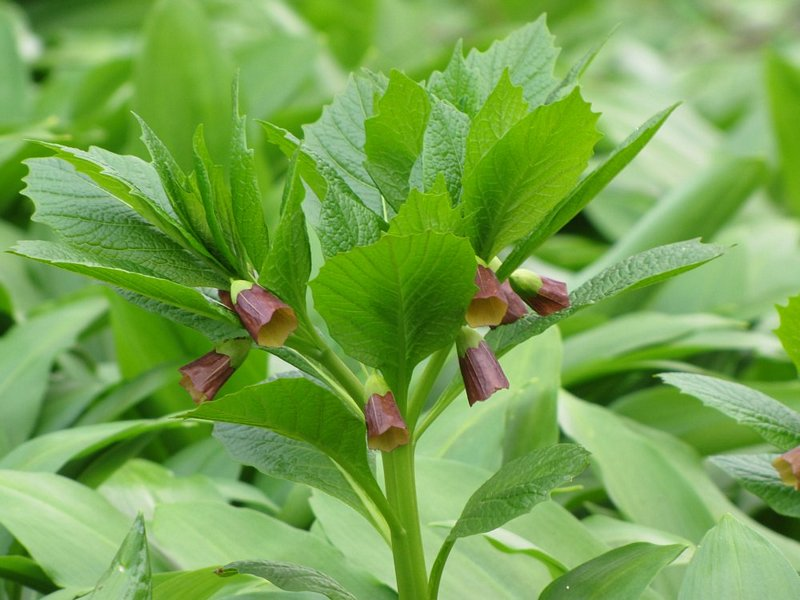
Pokrój

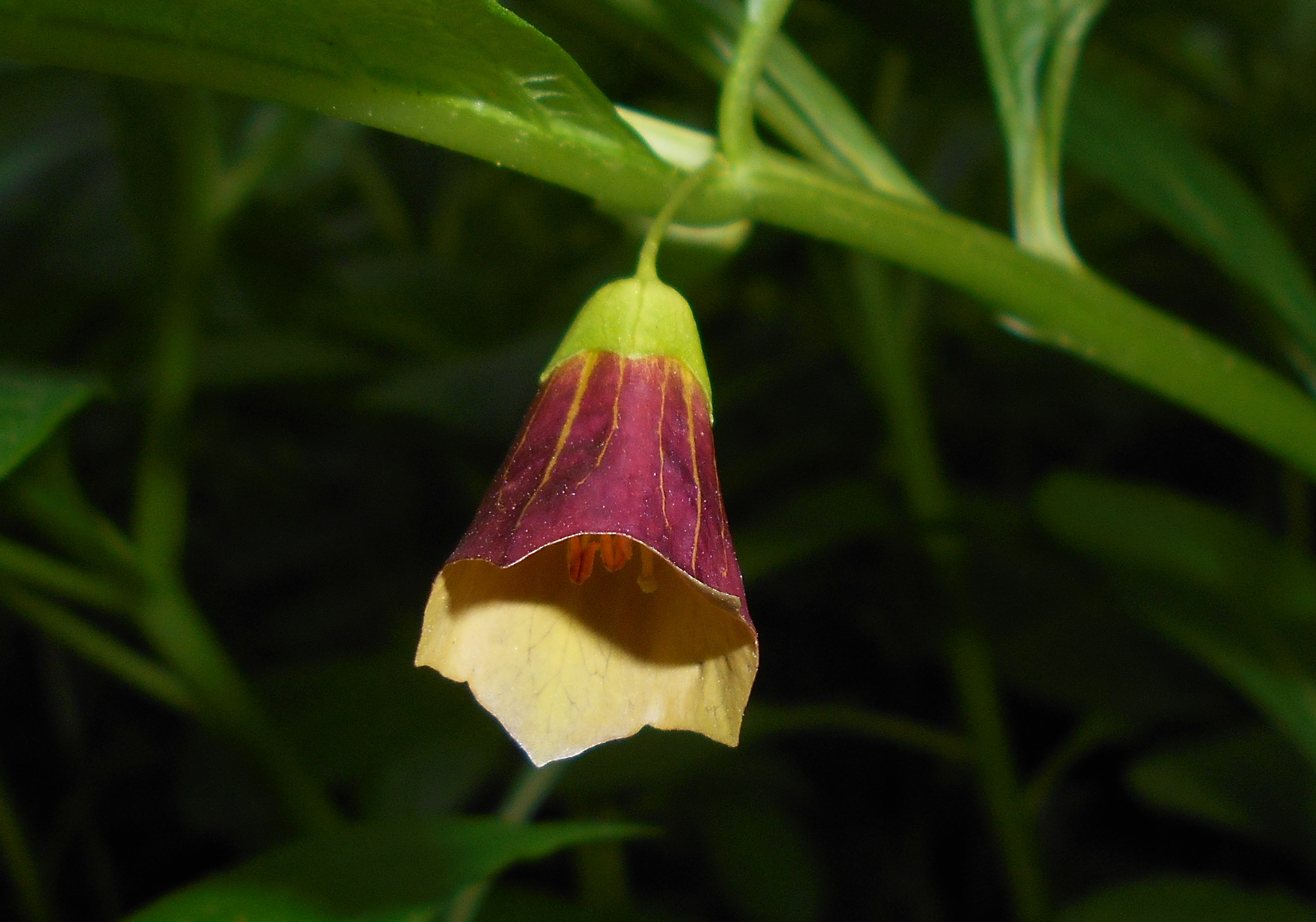
Kwiat

Lulecznica kraińska (Scopolia carniolica) – gatunek rośliny należący do rodziny psiankowatych. Pochodzi z Europy. W Polsce jest gatunkiem rzadkim i objętym ochroną.

## Rozmieszczenie geograficzne
Występuje w środkowej, południowo-wschodniej i wschodniej Europie oraz w Gruzji i na Zakaukaziu. W Polsce stanowiska gatunku koncentrują się w Bieszczadach. Na Słowacji – w słowackiej części Bieszczadów Zachodnich zwanej Górami Bukowskimi (słow. Bukovské vrchy) i w Wyhorlacie. W Karpatach Zachodnich występuje m.in. w Beskidzie Niskim i Górach Czerchowskich, a zachodnia granica jej zasięgu sięga po Pieniny. Bardzo rzadko spotykana jest na niżu, we wschodnich rejonach Kotliny Sandomierskiej.

## Morfologia
ŁodygaNaga, rozgałęziona, wzniesiona, mięsista, w górnej części widlasto rozgałęziająca się. Ma wysokość 30–60 cm. Pod ziemią roślina posiada grube kłącze.
LiścieUlistnienie skrętoległe. Liście w nasadzie łodygi przekształcone w łuski, wyższe są duże, ciemnozielone, jajowate i całobrzegie. Mają długość do 18 cm, ich nasady stopniowo zwężają się w ogonek.
KwiatyWyrastają pojedynczo w nasadach liści na długich i zwisających szypułkach. Mają dzwonkowaty, 5-ząbkowy kielich, 2–3 razy krótszy od korony. Korona jest rurkowatodzwonkowa, ma długość 15–25 mm, z zewnątrz jest lśniąco-brunatna, w środku oliwkowozielona i matowa. Wewnątrz korony 5 pręcików z nitkami przyrośniętymi do nasady korony i 1 słupek z pałeczkowatym znamieniem. W Słowenii występuje rzadka forma Scopolia carniolica f. hladnikiana, która charakteryzuje się koroną wewnątrz i na zewnątrz zielonkawo nabiegłą.
OwocOtwierająca się wieczkiem kulista torebka z żółtobrunatnymi nasionami o długości 3–4 mm.

## Biologia i ekologia
Bylina, geofit. Kwitnie od kwietnia do maja. Liczba chromosomów 2n= 48.
Cała roślina jest silnie trująca, najbardziej korzenie. Zawiera alkaloidy tropanowe, głównie skopolaminę i atropinę. Już po 15 min. od spożycia pojawiają się objawy zatrucia: zaczerwienienie twarzy, przyspieszenie pulsu serca, uczucie suchości w gardle, rozszerzenie źrenic, niepokój, halucynacje, przy większych dawkach napady szału i śmierć wskutek paraliżu układu oddechowego. Trucizna zawarta w roślinie może wniknąć do organizmu również przez skórę.
Siedliskiem są cieniste lasy i zarośla, kamieniste zbocza, podnóża skał w lesie. W górach sięga do 1010 m n.p.m. Najczęściej rośnie w lesie bukowym, w olszynkach, i w jaworzynie górskiej. Występuje zazwyczaj w populacjach liczących do kilkudziesięciu osobników.

## Zagrożenia i ochrona
Od 2014 roku roślina jest objęta w Polsce częściową ochroną gatunkową. W latach 1983–2014 podlegała ochronie ścisłej. Duża część jej stanowisk znajduje się na obszarach chronionych: w Bieszczadzkim i Pienińskim Parku Narodowym. Jedno z najliczniejszych jej stanowisk w Pieninach na zboczach Ociemnego Wierchu liczy około 200 osobników. Według kategoryzacji Międzynarodowej Unii Ochrony Przyrody z 1994 roku lulecznica kraińska zaliczona została do kategorii LR (niskiego ryzyka), zaś w 2013 roku do kategorii LC, czyli nie spełnia kryteriów gatunków zagrożonych.

## Zastosowanie
Wykorzystywana jest jako roślina lecznicza. Surowiec zielarski stanowi korzeń. Korzenie wykopuje się w okresie kwitnienia rośliny, myje i suszy w temperaturze do 50 °C. Ma działanie przeciwwymiotne, przeciwpotne i rozszerzające źrenicę oka. Dawniej korzeń był stosowany w medycynie ludowej, obecnie w lecznictwie nie jest używany, jedynie pochodzące z niej wyciągi są składnikiem niektórych leków. Bezwzględnie nie należy samemu używać tej rośliny w celach leczniczych.

## Nazewnictwo
Lulecznica, jako roślina znajdująca zastosowanie w medycynie, znana była od dawna. Opisał ją z rejonu Gorycji już w XVI w. włoski naturalista Pierandrea Matthioli, jednak później informacja ta poszła w zapomnienie. Dopiero w XVIII w. ponownie „odkrył” ją w Krainie i na Istrii inny włoski botanik, Giovanni Antonio Scopoli, który informacje o niej przesłał do Karola Linneusza.
Nadając lulecznicy kraińskiej nazwę Hyoscyamus scopolia Linneusz uwiecznił pamięć Scopoliego, swojego kolegi po fachu i wieloletniego korespondenta, zasłużonego w dziele badania flory Krainy. Wkrótce potem kolejny wybitny botanik, Nikolaus Joseph von Jacquin, który osobiście poznał Scopoliego w trakcie pracy na Akademii Górniczej w Bańskiej Szczawnicy, sklasyfikował tę roślinę do nowego rodzaju Scopolia. Nazwa gatunkowa carniolica poszła od nazwy krainy historycznej – Krainy (z łacińskiego Carniolum, włoskiego Carniola).